# Carol O’Connell
Carol O’Connell (ur. 26 maja 1947) – amerykańska malarka i pisarka, tworząca głównie powieści kryminalne.
Studiowała w Kalifornijskim Instytucie Sztuk Pięknych (California Institute or Arts) a następnie na Uniwersytecie Stanu Arizona (Arizona State University). Wiele lat utrzymywała się ze sprzedaży własnych obrazów oraz okazjonalnie z pracy w charakterze korektorki.
Zadebiutowała w 1994 r. powieścią Mallory's Oracle, pierwszą z serii, w której główną bohaterką jest nowojorska policjantka Kathleen Mallory. Choć O’Connell jest Amerykanką powieść została wydana najpierw w Wielkiej Brytanii a następnie, gdy osiągnęła sukces czytelniczy, prawa do jej wydania zostały sprzedane także do Stanów Zjednoczonych. Książki Carol O’Connell tłumaczone były na wiele języków europejskich: na holenderski, francuski, niemiecki, norweski, szwedzki i polski. W 2002 r. powieść Judas Child została wyróżniona nagrodą im. Palle Rosenkrantza.
O’Connell mieszka i pracuje w Nowym Jorku. Utrzymuje się z pisania.